# Clube de Condeixa Associação Cultural e Desportiva

## Localização
O Clube de Condeixa Associação Cultural e Desportiva é um clube de futebol, com sede na vila de Condeixa-a-Nova, distrito de Coimbra.

## História
O clube foi fundado em 1900 e o seu actual presidente chama-se Sérgio das Neves Fonseca.
Na época 2022-2023 o clube é treinado por António Manuel Botelho de Sá.

## Ligas
- 2017-2018 - Divisão de Honra da Associação de Futebol de Coimbra
- 2018-2019 - Divisão de Honra da Associação de Futebol de Coimbra
- 2019-2020 - Campeonato de Portugal (liga)
- 2020-2021 - Campeonato de Portugal (liga)
- 2021-2022 - Campeonato de Portugal (liga)
- 2022-2023 - Divisão de Honra da Associação de Futebol de Coimbra

## Títulos
| Competição                                           | Nº de títulos | Época                 |
| ---------------------------------------------------- | ------------- | --------------------- |
| Divisão de Honra da Associação de Futebol de Coimbra | 1             | 2018-2019             |
| Supertaça AF Coimbra                                 | 1             | 2017-2018             |
| Taça AF Coimbra                                      | 2             | 2017-2018 / 2018-2019 |

## Campo de Jogos
Estádio Municipal de Condeixa-a-Nova (800 espectadores)

## Marca do equipamento
MKA

## Patrocínio
Museu P.O.RO.S | Farmalabor | CNI | Intermarché Condeixa